# 刘姓
劉姓是汉族姓氏之一，名列百家姓第252位。2013年有人口近7,000萬，佔中國全國人口的5.34%，在王、李、張之後排第四位。根據中國戶籍管理部門的全國公民身份信息系統（NCIIS），劉是第四大姓，其中在江西省刘姓是第一大姓，湖南省是第二大姓。歷史上，劉姓建立了汉朝、三國蜀漢、五胡漢趙、五代後漢、南朝劉宋、十國南漢等政權，其中漢趙、後漢分別由少數民族匈奴、沙陀所建立。最早一支劉姓源自祁姓堯的後裔劉累，故劉累為劉姓得姓始祖。刘姓的郡望有二十多个，以彭城刘氏最为知名。劉（류、유）姓在韓國亦有分佈，在當地排名第15，有約22萬人。

## 渊源
- 源自祁姓，尧的后裔刘累为孔甲养龙，后来有一条龙病死，刘累携家眷逃亡鲁阳（今河南鲁山县），刘知几考证刘氏不是尧的后裔，而是陆终的苗裔[1][2]。
- 源自姬姓，王季后人：周成王曾封曾祖父王季后人于刘邑（河南偃师），后失考。[原創研究？]
- 源自姬姓，周定王八年（公元前592年）又封刘邑与王弟季子，王季子即刘康公，建立了刘国
- 源自赐姓，劉邦感念項伯當年在鴻門宴時的解救之恩，賜予項伯劉姓。婁敬建議與匈奴和親，並且徙六國後裔和豪族十餘萬人至關中，定鼎長安，獲賜姓劉，拜為郎中，號奉春君。
- 源自挛鞮氏，西漢初年，漢朝派遣宗室女與匈奴单于政治聯姻，匈奴单于后裔之後多改劉姓。

## 郡望
据有关史料记载，刘姓郡望多达27个。 
| - 彭城郡（彭城刘氏） - 沛郡 - 弘农郡 - 河間郡 - 中山郡 - 梁郡 - 顿丘郡 - 南陽郡 - 東平郡 - 高密郡 - 竟陵郡 - 河南郡 - 尉氏郡 - 广平郡 | - 丹阳郡 - 廣陵郡 - 长沙郡 - 臨淮郡 - 高平郡 - 東莞郡 - 平原郡 - 琅邪郡 - 兰陵郡 - 東海郡 - 宣城郡 - 南郡 - 高阳郡 |

## 堂號
| - 彭城堂 - 藜照堂 - 中山堂 - 蒲編堂 - 五忠堂 - 墨莊堂 - 漢里堂 | - 豢龍堂 - 七業堂 - 傳經堂 - 鐵漢堂 - 清愛堂 - 磐宗堂 |

## 延伸阅读
[在维基数据编辑]
 《百家姓》
 《欽定古今圖書集成·明倫彙編·氏族典·劉姓部》，出自陈梦雷《古今圖書集成》
 《漢書·卷013》，出自班固《漢書》

## 外部連結
- 黃帝祠-百家姓
- （简体中文）劉氏家園
- （简体中文）漢家劉氏網
- （简体中文）中国姓氏排行(2007年4月24日) （页面存档备份，存于）
- （简体中文）中国姓氏排行榜 (2006年11月)